# Arno Bergler
Arno Leich-Bergler (* 8. Juli 1930 in Hamburg; † 22. Mai 2015 in München) war ein deutscher Schauspieler und Synchronsprecher.

## Werk
Arno Bergler war zunächst an verschiedenen Theatern in Deutschland tätig, wo er unter anderem in der Uraufführung von Bertolt Brechts Die heilige Johanna der Schlachthöfe und mit Gustaf Gründgens in Napoleon greift ein zu sehen war. Auf Tournee ging er unter anderem mit Gerhart Lippert in Das Feuerwerk.
Im Jahr 1964 nahm er ein Engagement bei den Städtischen Bühnen in Augsburg an, wo er insgesamt dreißig Jahre lang beschäftigt war. Während dieser Zeit war er auch als Synchronsprecher für die Augsburger Puppenkiste tätig, deren Marionetten er in mehr als einhundert Produktionen seine Stimme lieh. Daneben war er auch als Peregrin Tuk in der Zeichentrickverfilmung Der Herr der Ringe zu hören.
Zuletzt war Bergler in der Komödie im Bayerischen Hof in München tätig, wo er 2015 im Alter von 84 Jahren verstarb.

## Filmografie (Auswahl)
- 1959: Die Caine war ihr Schicksal
- 1970: Eine große Familie
- 1973: Don Blech und der goldene Junker (Junker Hohlkopf)
- 1973: Wir Schildbürger (Ratsherr Schweinichen)
- 1974: Urmel spielt im Schloß (Bambusbär Babu)
- 1976: Jim Knopf und Lukas der Lokomotivführer (Herr Ärmel, Bonze, Drache)
- 1977: Jim Knopf und die Wilde 13 (Herr Ärmel, Drache, Pirat)
- 1978: Das kalte Herz (Tanzbodenkönig)
- 1978: Lord Schmetterhemd (Cookie Pott)
- 1979: Malte Maltzahn machts möglich (Zampano)
- 1979: Wir warten aufs Christkind (Cookie Pott)
- 1980: Am Samstag kam das Sams zurück (Monsieur Patschiebeck)
- 1980: Die Opodeldoks (Fleda)
- 1981: Fünf auf dem Apfelstern (Heiko Zweilinkszweirechts)
- 1982: Katze mit Hut (Erbsenstein)
- 1983: Neues von der Katze mit Hut (Erbsenstein)
- 1984: Das Tanzbärenmärchen (Laskaro)
- 1985: Abdallah und sein Esel (Räuber Aziz)
- 1986: Schlupp vom grünen Stern (Bauchredner Schumann)
- 1987: Schlupp vom grünen Stern – Neue Abenteuer auf Terra (Dr. forst. Fritzl)
- 1988: Miriams Reise auf dem Mondstrahl (Hase Theodor)
- 1989: Die Wetterorgel (Professor Siebenschläfer)
- 1990: Der Prinz von Pumpelonien (König Pimpi III. von Pipinien)
- 1991: Drei Dschungeldetektive (Herr von Pelikan)
- 2000: Lilalu im Schepperland – Hokuspokus um Lilalu (Simpatex)

## Hörspiele
- 1958: Die Nacht vor dem Urteil